# San Luis de Gaceno
San Luis de Gaceno là một thị xã và đô thị thuộc Boyacá Department, Colombia, thuộc phân vùng Neira.